# Mantidactylus striatus
Mantidactylus striatus és una espècie de granota de la família dels mantèl·lids endèmica de Madagascar.
Es troba als boscos humits tropicals o subtropicals i als rius.
Està en perill d'extinció per la pèrdua del seu hàbitat natural.